# د. أوبري مودي
د. أوبري مودي هو سياسي كندي، ولد في 22 يوليو 1908، وتوفي في 17 مايو 2008.